# Association slovène des syndicats libres
La Zveza svobodnih sindikatov Slovenije (ZSSS - Association slovène des syndicats libres) est une organisation syndicale slovène affiliée à la Confédération européenne des syndicats.

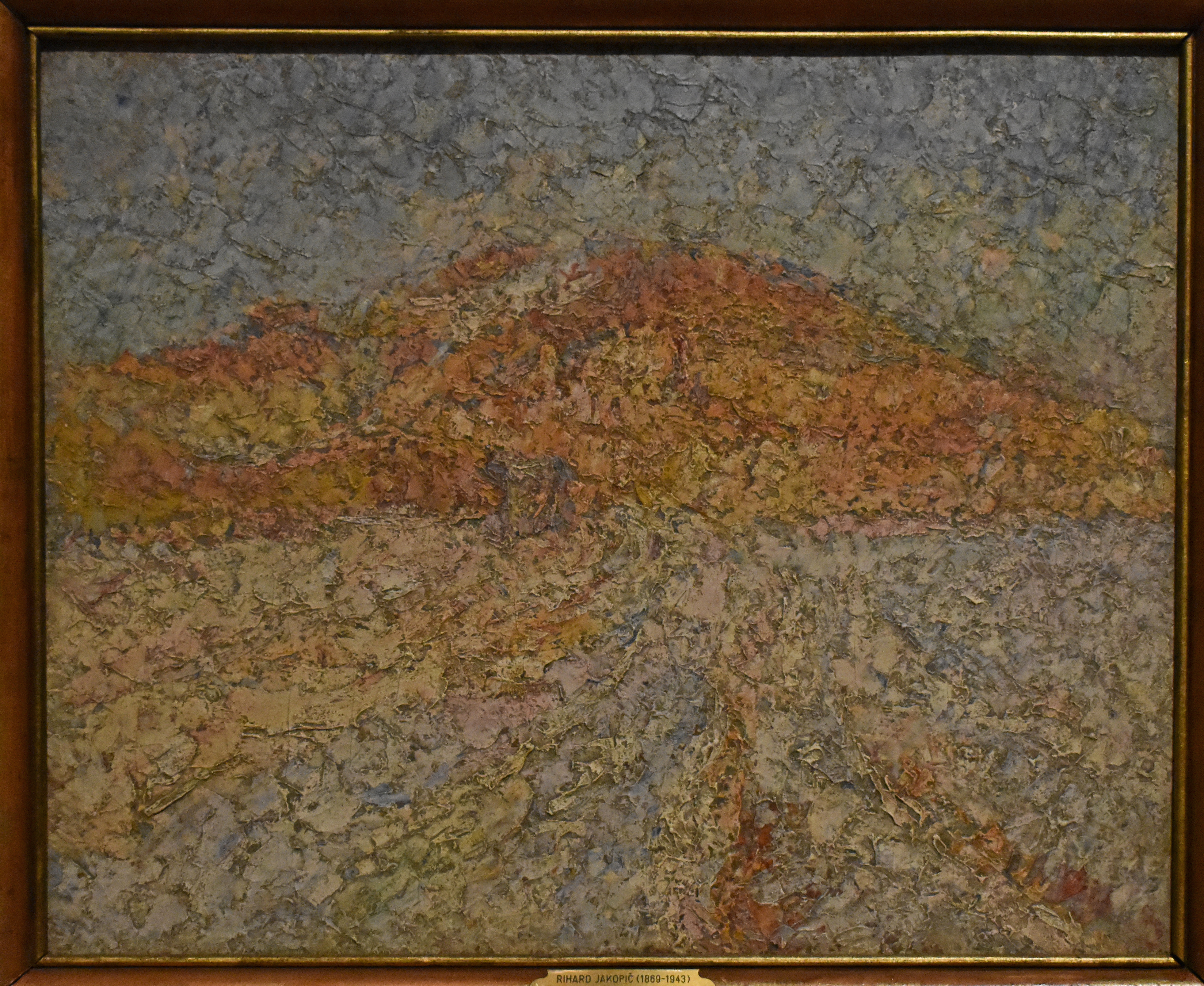
Le tableau de Rihard Jakopič, Kamnitnik sous la neige, datant de 1903, est dans la collection de l'Association slovène des syndicats libres.